# 科马诺
科马诺（義大利語：Comano），是意大利托斯卡纳大区马萨-卡拉拉省的一个市镇。总面积54平方公里，人口771人，人口密度14.3人/平方公里（2009年）。ISTAT代码为045005。